# Wałerij Woronkin
Wałerij Ołeksandrowycz Woronkin (ukr. Валерій Олександрович Воронкін; ur. 4 stycznia 1980) – ukraiński zapaśnik walczący w stylu klasycznym. Zajął dwudzieste miejsce na mistrzostwach Europy w 2005. Czwarty w Pucharze Świata w 2005 roku.